# Lägerdorf
Lägerdorf (niederdeutsch: Lägerdörp) ist eine vorwiegend industriell geprägte Gemeinde im Kreis Steinburg in Schleswig-Holstein. Seit dem 1. April 2003 gehört sie zum Amt Breitenburg. Der Ort wird durch die Zementfabrik dominiert, die im flachen Umland schon von Weitem sichtbar ist.

## Geographie

### Geographische Lage
Das Gebiet der Gemeinde Lägerdorf erstreckt sich südlich vom Flusslauf der Stör etwa fünf Kilometer südöstlich von Itzehoe im nördlichen Teil des Landschaftsbereichs der Krempermarsch, einem Teilgebiet des Naturraums Holsteinische Elbmarschen (Haupteinheit Nr. .671) östlich von der Münsterdorfer Geestinsel.

### Ortsteile
Siedlungsgeographisch besteht die Gemeinde Lägerdorf aus den Wohnplätzen des namengebenden Hauptorts und der Haussiedlung Hochholz als weiterem Ortsteil.

### Geologie
Obwohl Schleswig-Holstein im Zuge der Eiszeit geformt wurde, was besonders in Teilen der Geest (Hohe Geest) und im ostholsteinischen Hügelland, die durch Grundmoränen und Endmoränen abschmelzender Gletscher entstanden sind, deutlich ist, gibt es einige Stellen, deren geologisches Profil abweicht. Lägerdorf liegt in einem dieser Gebiete.
Der Untergrund in Lägerdorf besteht aus einer etwa 400 Meter mächtigen Schicht sehr reiner Kreide, also aus abgestorbenen mikroskopischen Meerestieren, die sich auch in Versteinerungen nachweisen lassen. Diese Kreideschicht entstand im Senon, der jüngsten Formation der oberen Kreide, und ist mit relativ wenigen Flintsteinbänken durchsetzt. Diese Schicht wurde im Tertiär durch einen Salzstock angehoben und aufgewölbt, so dass sie die Oberfläche erreicht.

## Geschichte
Der Ort wurde im 13. Jahrhundert erstmals erwähnt, aber wohl in der zweiten Hälfte des 12. Jahrhunderts durch holländische Siedler gegründet. Er hieß ursprünglich Hollendersdorpe oder ebenfalls nach einer Bezeichnung für holländische Deichbauer Legerdorpe.
Die Industrialisierung im 19. Jahrhundert veränderte den Ort stark, nachdem Kreide gefunden wurde und sich ab 1862 die Zementindustrie in Lägerdorf ansiedelte. Dies verhalf dem Ort zu einer überregionalen wirtschaftlichen Bedeutung.
Im Jahre 1863 wurden die Alsen’sche Portland-Cement-Fabriken durch Otto Friedrich Alsen gegründet, 1884 durch zehn norddeutsche Kaufleute die Breitenburger Portland-Cement-Fabrik. Der Zusammenschluss der Werke erfolgte 1972, seit 2003 firmieren sie unter dem Namen Holcim.
Bei der Reichstagswahl im März 1933 stimmten 28,8 % für die NSDAP, 3,7 % für die DNVP, 23,2 % für die SPD und 41,4 % für die KPD bei einer Wahlbeteiligung von 91,9 %. Lägerdorf war somit im März 1933 die mit Abstand größte KPD-Hochburg in Schleswig-Holstein.
Durch die Ausbeutung der Kreidegruben und der damit verbundenen Grundwasserabsenkung traten Probleme bei der Wasserversorgung des Ortes auf, die durch die Anlage eines eigenen Wasserturms ab 1938 gelöst wurden.
Zum 1. April 2003 gab Lägerdorf seine Amtsfreiheit auf und trat dem Amt Breitenburg bei.

## Politik

### Gemeindevertretung
Bei der Kommunalwahl am 14. Mai 2023 wurden insgesamt 19 Sitze vergeben. Von diesen erhielt Gemeinsam für Lägerdorf zehn Sitze, die SPD erhielt sechs Sitze und die Freien Wähler erhielten drei Sitze.

### Wappen
| | Blasonierung: „Schräglinks geteilt. Rechts in Silber vier blaue Wellenbalken, links in Grün am Spalt ein halbes silbernes Zahnrad.“ |
| Wappenbegründung: Das Wappenbild nimmt Bezug auf bestimmte geologische Formationen im Gemeindegebiet von Lägerdorf und auf die Industrie, die sich daraus entwickelt hat. In der Urzeit war die Region von einem Meer bedeckt, aus dem sich Mikrofossilien am Boden ablagerten. Über Jahrtausende entstand so das große Kreidelager von Lägerdorf. Das Urmeer wird im Wappen durch die blau-silbernen Wellen symbolisiert. Zu welchem Zeitpunkt der Kreideabbau begann, lässt sich nicht mit Sicherheit bestimmen. Im 19. Jahrhundert war der Handel mit Kreide oder sogenannter Weißerde bereits der Hauptwirtschaftsfaktor des Ortes. Lägerdorf belieferte Hamburg, Bremen und andere größere Städte. Weitere Erwerbszweige blieben von untergeordneter Bedeutung. In diesem Jahrhundert entstand im Zuge des technischen Fortschritts die Lägerdorfer Zementindustrie, die im Wappen durch das Zahnrad dargestellt ist. Das Wappen wurde von dem Heraldiker Gustav Adolf Closs aus Berlin gestaltet und am 14. Februar 1939 verliehen. | |

### Flagge
Die Flagge wurde am 30. Januar 1998 genehmigt. Der Entwurf der Gemeindeflagge stammt vom Lägerdorfer Axel Przybylski.
Auf schräglinks geteiltem, vorn grünem, hinten weißem Flaggentuch das Gemeindewappen in flaggengerechter Tinktur, etwas aus der Mitte zur Stange hin versetzt. Die Teilung des Tuches setzt diejenige des Wappens bis zum Flaggenrand fort.

## Wirtschaft
Größte Arbeitgeber vor Ort sind die Zementwerke Holcim (ehemals „Alsen“) und die BKK Schleswig-Holstein. Daneben gibt es zahlreiche Handwerks- und Einzelhandelsbetriebe.

## Kultur und Sehenswürdigkeiten
In Lägerdorf gibt es ein Heimatmuseum, das besonders über Geologie sowie regionale Geschichte und Industrie informiert. Es befindet sich im Alten Rathaus in der Breitenburger Straße (Lage).

## Persönlichkeiten

### Söhne und Töchter des Ortes
- Martin Hoop (1892–1933), Politiker (USPD, KPD), NS-Opfer
- T-Low (* 2001), deutscher Rapper

### Personen, die im Ort gewirkt haben
- Elise Augustat (1889–1940), Politikerin (KPD), Reichstagsabgeordnete, NS-Opfer

### Bildergalerie

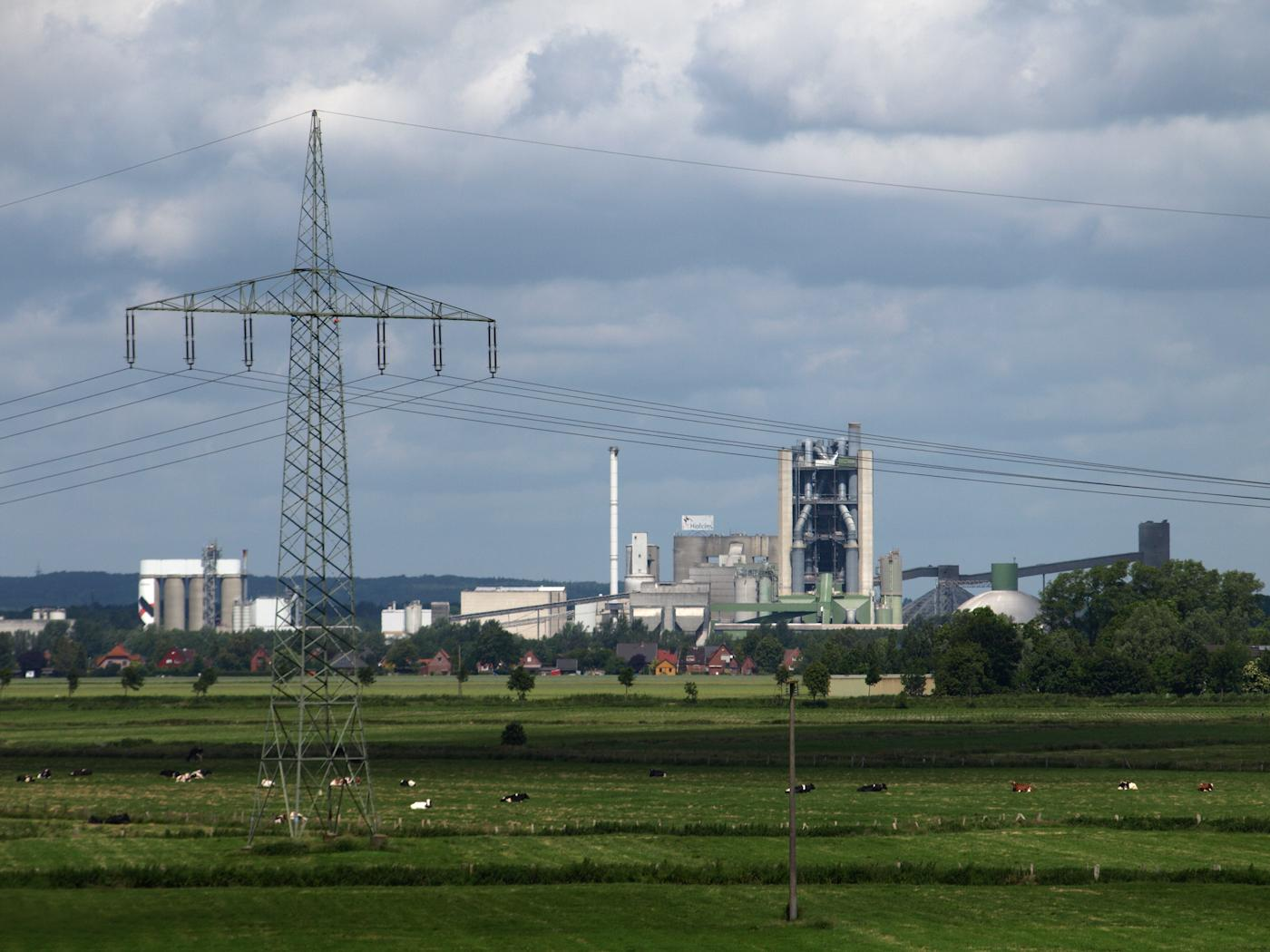
Zementwerk Lägerdorf
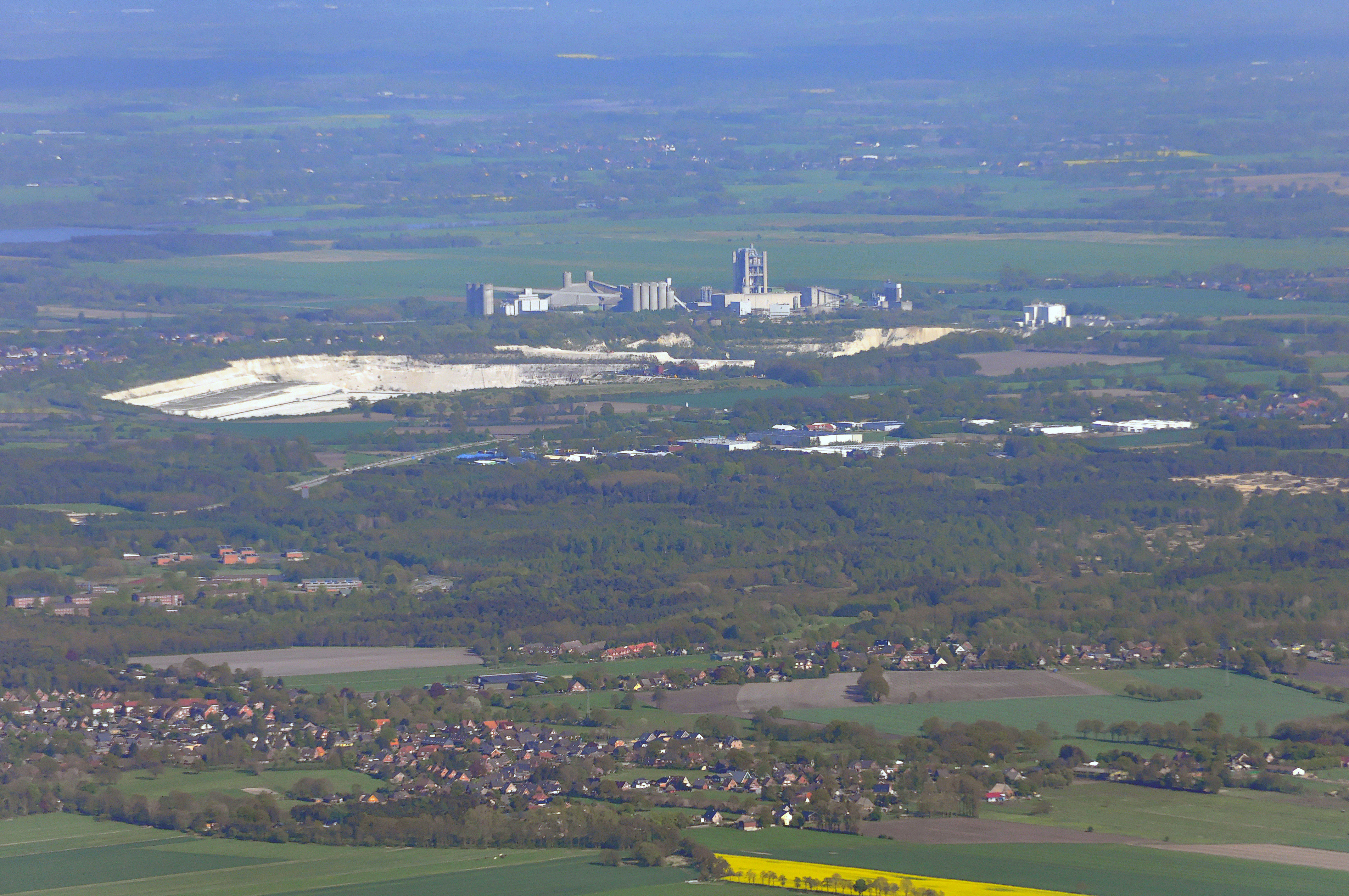
Lägerdorf von oben
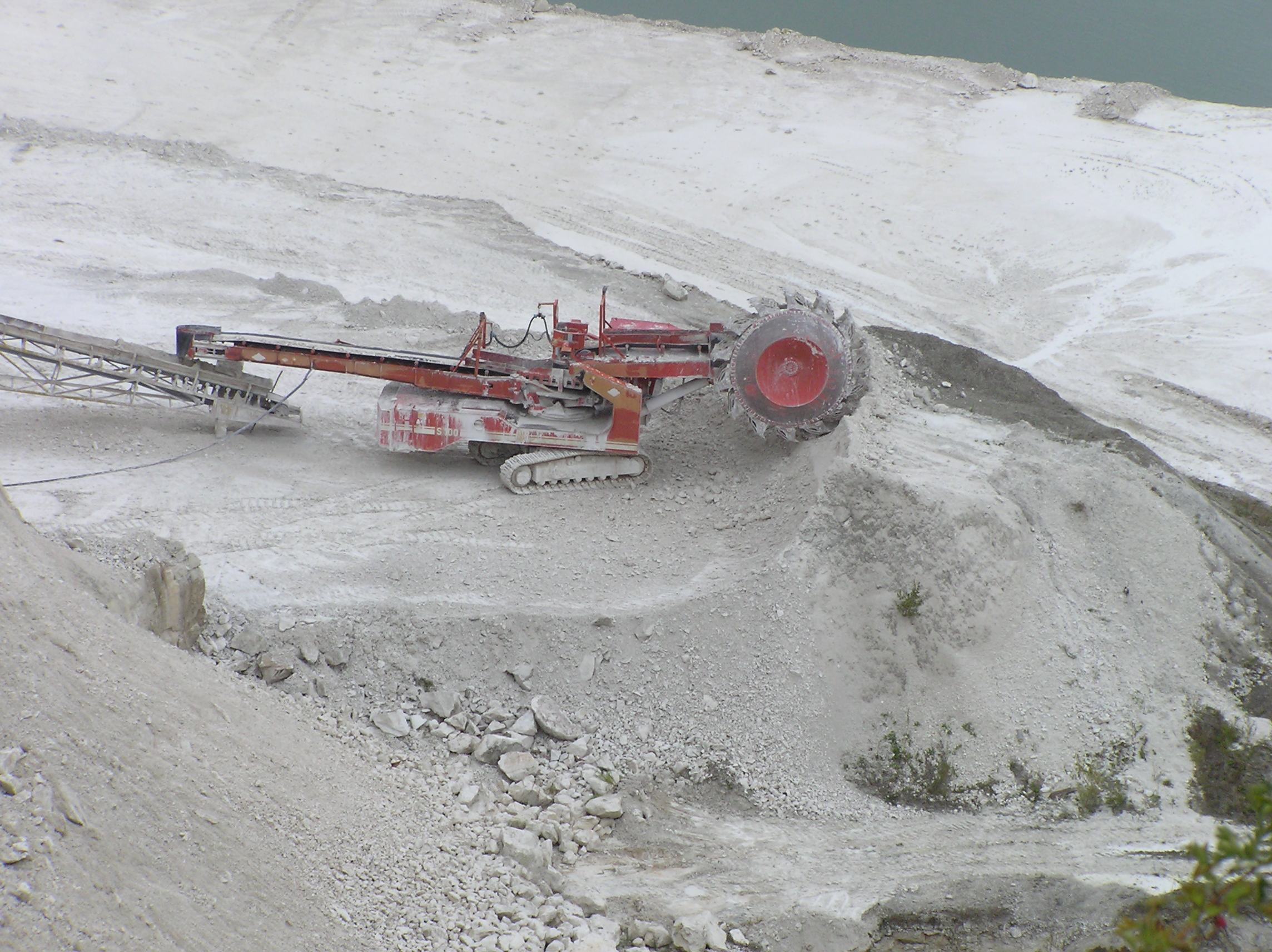
Kreideabbau in Lägerdorf
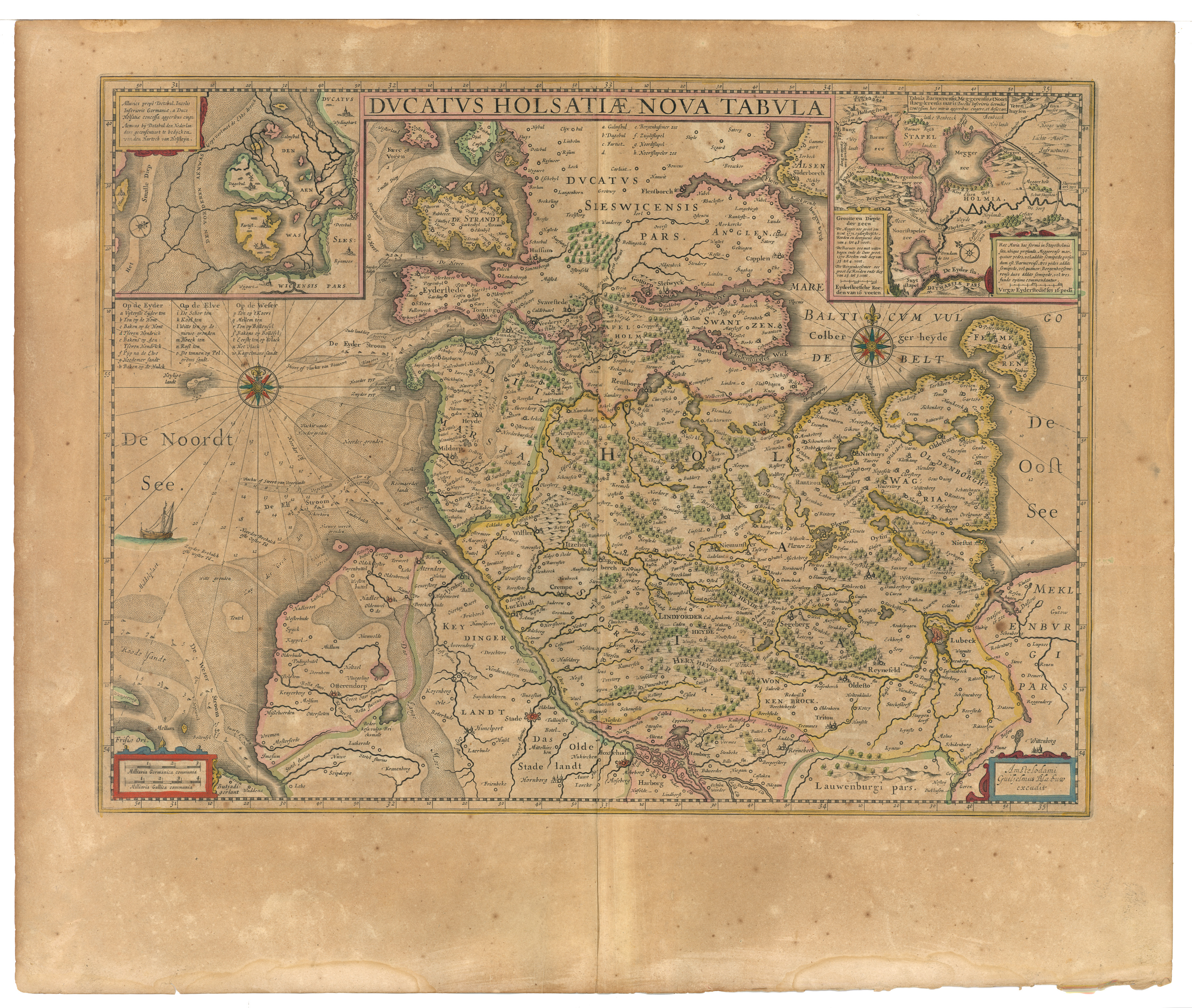
„Legerdorp“ 1645 im Atlas Maior von Willem Blaeu
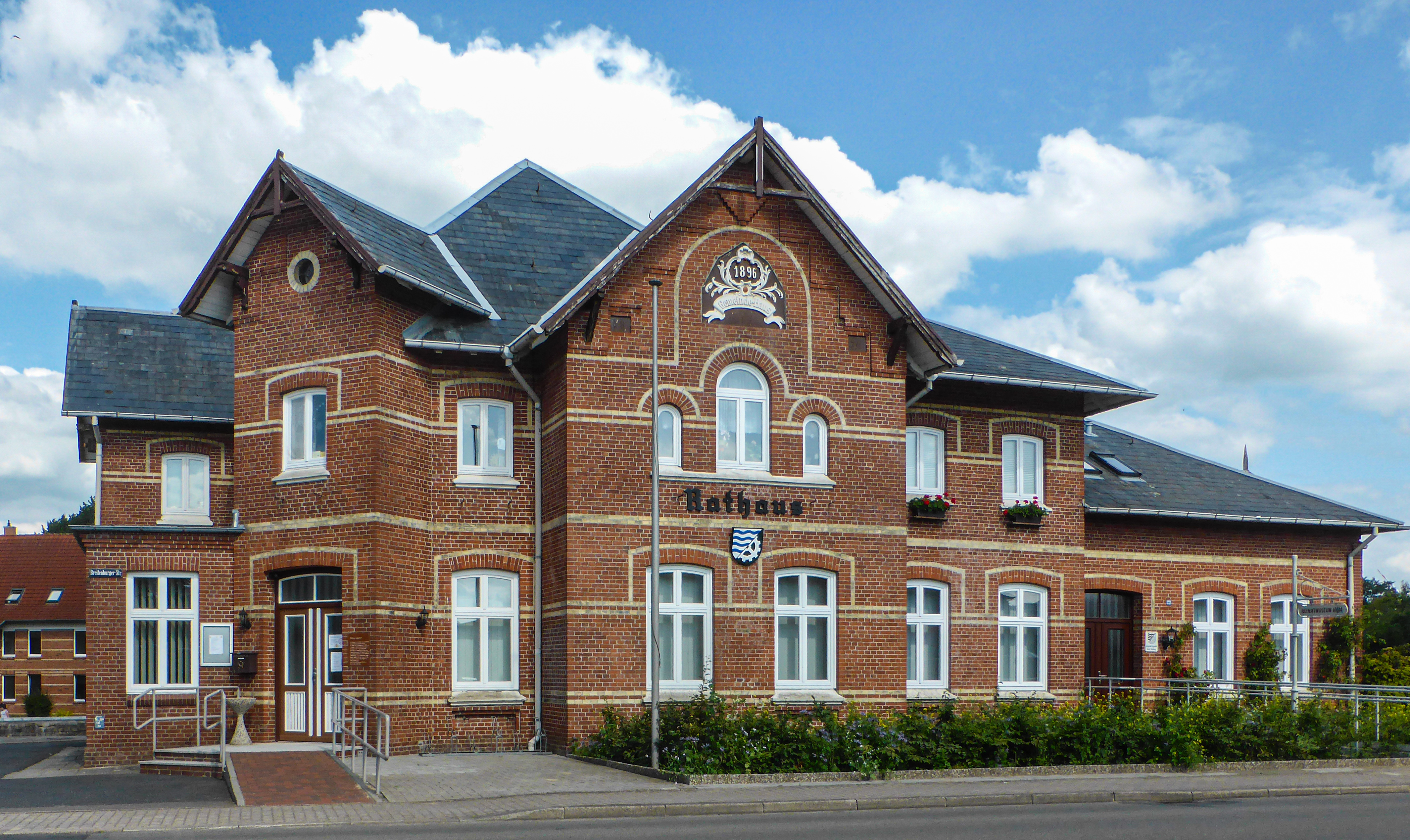
Ehemaliges Rathaus Lägerdorf, erbaut 1896